# Anogmus laricis
Anogmus laricis är en stekelart som beskrevs av Boucek 1966. Anogmus laricis ingår i släktet Anogmus och familjen puppglanssteklar.
Artens utbredningsområde är:
- Österrike.
- Italien.
- Nederländerna.
- Polen.

Inga underarter finns listade i Catalogue of Life.